# Вэйлон Смитерс
Вэйлон Смитерс (англ. Waylon Smithers, Jr) или просто Смитерс — персонаж мультсериала «Симпсоны». Секретарь и личный помощник мистера Бёрнса.

## Биография
Вэйлон Смитерс родился 3 августа 1964 г. в семье лучшего друга и соратника мистера Бёрнса, Вэйлона Смитерса-старшего, который погиб, пытаясь предотвратить взрыв реактора Спрингфилдской АЭС (его труп нашёл Гомер, которому в то время было 12 лет, согласно серии «The Blunder Years»). Самому Смитерсу в то время было лишь несколько месяцев. Первым словом, которое произнёс Вэйлон, было «сэр», обращённое к мистеру Бёрнсу.
Мистер Бёрнс спустил тело отца Смитерса в канализацию («насмотревшись детективов», как он признался), а Вэйлону-младшему сказал, что его отец был убит на Амазонке племенем амазонок , что несколько повлияло на психику Смитерса. Однако, в серии «Bart After Dark», объясняя Мистеру Бёрнсу причину посещения «Дома увеселений», он заявил, что ему «посоветовали родители». Смитерс учился в одной школе с Гомером Симпсоном, носил брекеты. Служил в армии, однако его выгнали оттуда, возможно, за гомосексуальность. С отличием окончил Стэнфордский университет, а после — вернулся в Спрингфилд. С тех пор верно служит мистеру Бёрнсу.
Часто унижается перед своим боссом: например, в одной из серий по приказу Бёрнса мочит себе штаны. В другой раз, по распоряжению Бёрнса, он напивается, чтобы развлечь босса пьяными выходками. Когда выясняется, что моторная лодка не может быстро плыть из-за перегруза, Бёрнс сообщает об этом и косо смотрит на Смитерса: тот козыряет и со словами «Рад Вам служить» прыгает за борт.
Уходил в отпуск только 2 раза. Однажды, для того, чтобы поставить мюзикл о Малибу Стейси, большим поклонником которой является, куклы которой коллекционирует и о которых пишет статьи в журнал для коллекционеров кукол.
По рассказу Смитерса в серии «Secrets of a Successful Marriage» он был женат, но из-за мистера Бёрнса он расстался с женой.

## Сексуальная ориентация Смитерса
О том, что Смитерс — гомосексуал никогда нигде прямо не упоминалось, однако намёки на это — одна из повторяющихся шуток сериала. В частности, его можно увидеть в спрингфилдском гей-квартале, заставка на его компьютере — полуобнажённый мистер Бёрнс, и один из его снов — мистер Бёрнс, влетающий к нему в окно.
20 марта 2016 года было объявлено, что в ближайших двух сериях 27 сезона Вэйлон Смиттерс публично признает свою гомосексуальность.